# 내중역
내중역(內中驛)은 조선민주주의인민공화국 평안북도 염주군에 위치한 평의선의 철도역이다. 